# Grad Trachselwald
Grad Trachselwald je grad iz 11. ali 12. stoletja v občini Trachselwald v švicarskem kantonu Bern. Kot simbol širitve kantona na zgornji Emmental in najbolj izrazit spomin na kmečko vojno je spomenik državnega pomena.

## Zgodovina
Trachselwald je edini grad, ki se je ohranil ob Burgdorfu v Emmentalu, ki je bil nekoč gosto posejan z gradovi. Ime pripadajočega gospostva je prvič omenjeno leta 1131. V poznem srednjem veku je grad pripadal baronom iz Trachselwalda, nato Rütiju iz Lyssacha in nazadnje Sumiswaldskim. Njegova usoda je bila povezana z usodo grofov Neu-Kyburg: v Burgdorfski vojni leta 1383 je moral Burkhard von Sumiswald predati grad Trachselwald oblegovalcem iz Berna. Leta 1408 je grad in graščino prodal mestu in republiki Bern, ki se je prvič uveljavila v Emmentalu nad Burgdorfom.
Leta 1528 je bila večina premoženja ukinjenega samostana Trub prenesena na deželnega uradnika ali sodnega izvršitelja. Grad je bil nadgrajen v času švicarske kmečke vojne. Kmečki vodja Niklaus Leuenberger, aretiran 19. junija 1653, je bil v njem ujet, dokler ga niso pripeljali v Bern, kjer so ga 27. avgusta usmrtili. Leta 1798 je prebivalstvo grad oropalo.
Od leta 1835 do 1876 je bila na grajskem posestvu izobraževalna ustanova za revne, ki jo je ustanovil Albert Bitzius. Od leta 1892 do 1928 ga je zamenjala kantonalna ustanova za obvezno izobraževanje mladih, pripadala sta jim folklorist Emanuel Friedli in pisatelj Carl Albert Loosli. Kasneje je bil v gradu sedež guvernerja urada Trachselwald. Od združitve upravnih okrožij leta 2009 so nekdanje pisarne na gradu Trachselwald prazne.

## Arhitektura in umetnost
Prvi grad je bil sestavljen iz kvadratnega stolpa, ki je imel stranico približno 10 m. Stene so bile debele do 2,7 m. Obzidje in zunanje stene so narejene iz tufnega kamna, narezanega na približno kvadratne bloke, kar kaže na gradnjo pred letom 1200. Dendrokronološko datiranje tramov kaže na to, da so prihajali od leta 1251 do 1253. Skupaj z obzidjem je bil v prvi gradbeni dobi dodan tudi del glavne stavbe. Prvotni bivalno-obrambni grad je bil verjetno obdan z eliptičnim obročastim zidom.
V 14. stoletju je bila prvotna dvonadstropna višina podvojena. V 16. ali 17. stoletju so gradu dodali palas, ječo in druge stavbe. Novi dodatki so bili zgrajeni v romanskem slogu, ki je vključeval večja okna in tanjše stene. Leta 1641 so dodali stopniščni stolp, leta 1683. zgradili kaščo. Palas je bil v 17. in 18. stoletju prenovljen v današnji videz. Leta 1751 je bilo skupaj s francoskim vrtom zgrajeno novo, bolj okrasno vhodno poslopje. V gradu je tudi več zaporniških celic, znanih kot 'skrinje morilcev', med njimi tudi Klausa Leuenbergerja in različna dragocena oprema iz 17. in 18. stoletja.
Grad Trachselwald je slikovita znamenitost v Grüenenthalu, stranski dolini Emme. Z glavnim stolpom in palasom, oba z visokimi dvokapnimi strehami, sestavni srednjeveški elementi še vedno oblikujeta današnji videz. Eliptična okrogla stena, ohranjena naokoli, določa celotno obliko gradu, če ga gledamo z vseh strani, in tako tvori enega najbolj nepozabnih in nedotaknjenih srednjeveških grajskih kompleksov v Švici.